# Section paloise (escrime)
Pour les articles homonymes, voir Section paloise.
La Section paloise escrime est un club d'escrime membre du club omnisports de la Section paloise omnisports, situé à Pau dans les Pyrénées-Atlantiques. Elle a été créée en 1959. Les trois armes sont enseignées, l'épée, le fleuret et le sabre pour les hommes et pour les femmes.
Le club est historiquement basé dans le quartier du Hédas.

## Histoire
- 1896 : c'est le 28 novembre 1896 que fut créée à Pau la première société sportive d'escrime. Le siège social, situé boulevard du Midi, au pavillon Gassion, abritait les membres fondateurs : le baron d'Ariste, le comte de Montebello, Alfred de Lassence, Gauche du Tailly, Hoô Paris et Bonne Fromont.

S'ensuivirent dans la première moitié du siècle les salles d'armes de Bourbaki et du cercle militaire d'escrime, caserne Bernadotte. C'est à la tête de ce dernier club qu'officia de 1950 à 1959 le président fondateur de la Section paloise escrime, Pierre Coicaud qui, au vu des difficultés d'accès au domaine militaire lors des événements d'Indochine, présenta en 1959 son admission au Grand club palois.
- 1996 : la Section paloise escrime assume depuis 1959 la continuité de cette discipline Olympique avec à son actif, 3 médailles mondiales, plusieurs places de finalistes en coupe du monde et 26 titres de champions de France. Sont enseignées les trois disciplines : l'épée, le fleuret et le sabre pour les hommes et pour les femmes sous la houlette des maîtres d'armes internationaux Alain Coicaud, triple médaillé mondial et Laurent Vicenty, champion du monde 1998 des maîtres d'armes au fleuret.

La Section paloise escrime est classée no 1 des clubs du Sud-Ouest aux trois armes et dans les tout meilleurs clubs français.
- 2003 : vice-président depuis 1996, Benoît Allias succède à Pierre Coicaud en tant que président. Il forme alors un binôme gagnant avec Alain Coicaud le maître d'armes du club, qui forme des générations de grands talents tels que Julien Médard (champion d'Europe, vainqueur et médaillé en coupe du Monde, médaillé aux championnats d'Europe), Romain Miramon Choy et Timothée Lallement (multi médaillé aux championnats d'Europe et du Monde).

- 2014 : une nouvelle generation de Sabreurs, tels Clément Cambeilh  et Alban Berges qui intègrent l'équipe première de la Section paloise escrime et décrochent deux titres de champions de France par équipe toujours sous la houlette des Médard/Miramon Choy et Fernando Casares.

Un grand nombre d’escrimeurs de haut niveau et d’entraîneurs de renom ont fait leurs classes à la Section ; c’est le cas du maître d’armes Jean-Hugues Fourès aujourd’hui manager général du Club d’Escrime de Clamart (CEC) ou de Frédéric Fenoul, entraineur national à l'épée en Belgique.

## Palmarès

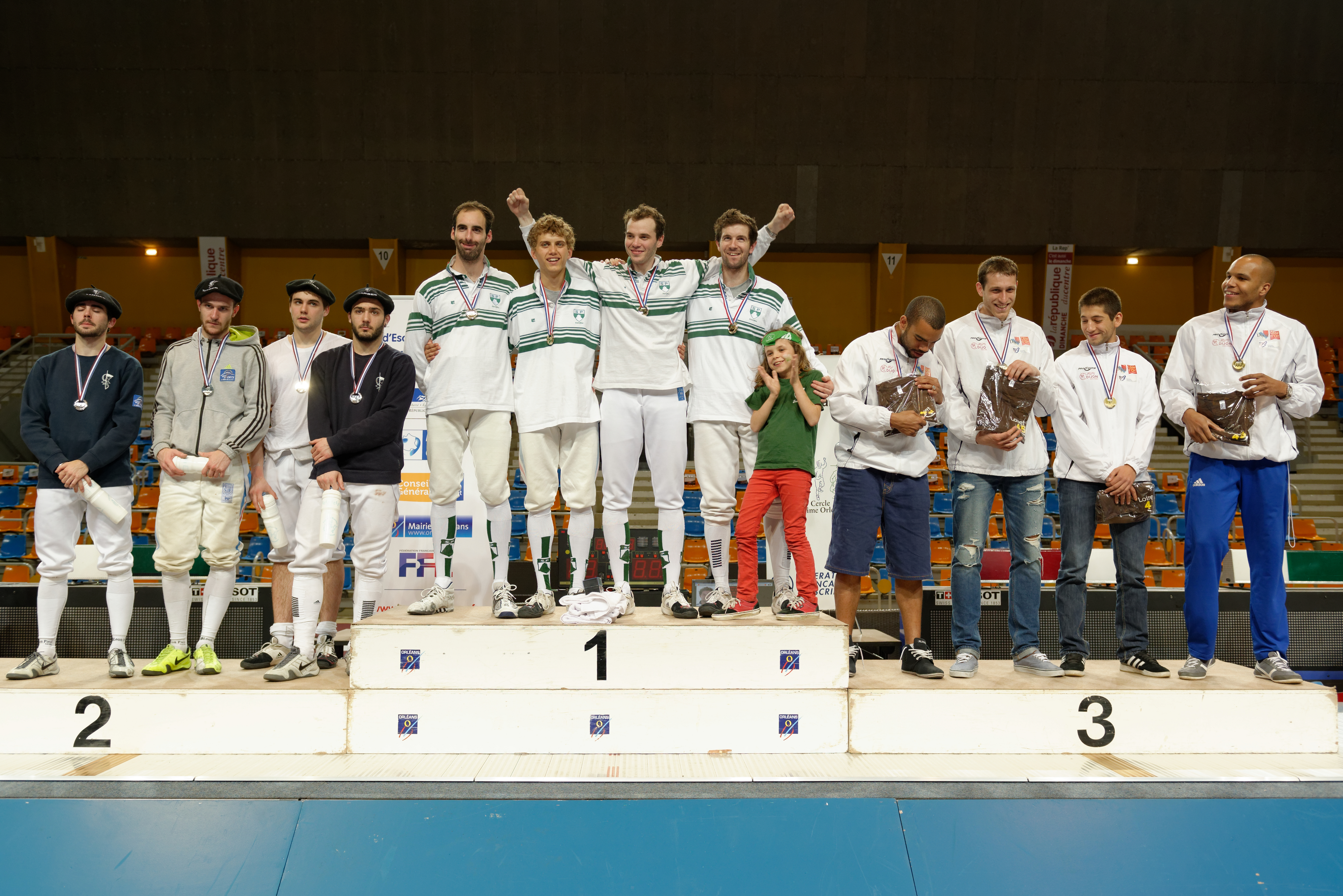
Championnat de France 2013.

- 2011: 2e aux championnats de France d'escrime à l'épée (sabre masculin)[2]
- trois médailles mondiales, plusieurs places de finalistes en coupe du monde et 26 titres de champion de France[1]
- Vice-Champions de France par Équipe Homme Séniors 2011 et 2012 (Top 8)
- Champion de France par Équipe Homme Séniors 2013-2014-2015
- Médaille de Bronze Coupe d'Europe des Clubs de Sabre 2014 et 2015